# Samson Schmitt
Samson Schmitt né le 20 septembre 1979 à Creutzwald, en Moselle, est un guitariste français de jazz. Il fait actuellement partie du groupe Gipsyjazz qui est un groupe français de jazz manouche et swing manouche. Il a fait de nombreux festivals depuis son plus jeune âge ainsi que de nombreux concerts dans le monde entier, tout en s'inspirant de la musique du célèbre Django Reinhardt.

## Biographie
Samson Schmitt est le fils du célèbre violoniste et guitariste gitan de jazz manouche Dorado Schmitt. C’est son père qui lui a appris à jouer de la guitare. Samson Schmitt beigne dans la musique depuis son plus jeune âge et se produit sur scène depuis son adolescence. Il se produit sur scène dès l’âge de 12 ans au festival de jazz de Munich, en Allemagne, accompagné de d’autres jeunes musiciens Roms. Concernant le jazz manouche, Samson explique dans une interview datant de 2021 que c'est « une musique qui demande beaucoup d’énergie, de sensibilité, d'imagination et de libre acrobatie. »
De 1990 à 1999, il joue avec Dorado Schmitt Quintet, le groupe Kakiweiss (guitare rythmique) et avec Hono et Gino Reinhardt. De 2000 à 2001, il fait partie d’un certain nombre de groupes accompagné d'Alexandre Cavalière, Tchavolo Schmitt, Povro Sinto, Jimmy Rosenberg, Angelo Debarre (trio corse), dont il fait encore des représentations aujourd’hui. Avant d’avoir finalement son propre groupe Samson Schmitt Quartet.
En 2002, il joue au festival Django Reinhardt, au Birdland de New York, accompagné de son père, Jay Leonhart et Grady Tate. La même année, il enregistre son premier album Djiesk, où on y retrouvera son père, Popots Winterstein, et Hono Winterstein. Les années suivantes, il travailla en collaboration avec Florin Niculescu, pour son album Django Tunes en 2009, mais également avec Mayo Hubert pour son album Caravan de Santino en 2011.
Il fait partie depuis 2005 du groupe Les Enfants de Django, accompagné de Jean-Luc Miotti, Mayo Hubert, Gigi et Yorgui Loeffler et Mike Reinhardt. Ainsi il se produira dans de nombreux endroits comme avec le Django Festival Allstars, ou Samson a pu se produire à Paris et à Birdland.
En plus des nombreux festivals, comme le Festival international de jazz de Munich et le festival Sons d’Hiver de Paris, il a également participé aux nuits de la guitare à Partimonio en Corse où il a invité Dominique DiPiazza. Mais aussi au festival Sons d’hiver à Paris, invité par son père en 2002. il a également fait un certain nombre de concerts dans le monde entier, dont dans des lieux célèbres des États-Unis comme dans le Kennedy Center et le Hollywood Bow. Il a participé à douze sessions d’enregistrement entre 2002 et 2015 et va figurer sur une dizaine d’albums. Crazy Sound, sorti en 2014, est le premier album où il figure seul. Il sort son dernier album, Rire avec Charlie, en 2017.
Samson Schmitt a également eu l'occasion de faire ses premiers pas sur grand écran avec un documentaire intitulé Forbach Forever en 2014, puis avec Forbach Swing en 2019. Mais également dans le long métrage Django, en 2017 qui retrace la vie du célèbre guitariste Django Reinhardt réalisé par Étienne Comar, où il incarne un ami du célèbre guitariste.
Le 27 août 2022, il vient boucler le festival Mi Fa Saulnois .

## Discographie

### Albums studio
- 2002 : Djiesk (avec Timbo Mehrstein)
- 2005 : Les Enfants de Django (avec Gigi Loeffler, Jean-luc Miotti, Mayo Hubert, Mike reinhardt, Yorgui Loeffler)
- 2007 : Alicia (avec Timbo Mehrstein)
- 2012 : Twin Brothers (avec Ludovic Beier)
- 2014 : Crazy Sound (premier album solo)
- 2015 : Camping Swing (avec Paho Saga, Hono Winterstein, Pascal Masselon, Gino Roman)
- 2017 : Rire avec Charlie (avec Joachim Iannello et Johan Dupont)
- 2019 : Django All Stars New York Session (avec Pierre Blanchard, Ludovic Beier, Django Allstars)
- 2021 : Gainsb’Art (avec Pierre Blanchard, Ludovic Beier, Django Allstars)

### Participations
- 2009 : Dorado Schmitt Family (de Dorado Schmitt)
- 2009 : DjangoBrasil (album de Ludovic Beier)